# Língua anii
A língua Anii ou Basila (Bassila, Baseca, também conhecido como Oji-Ouji, Ouinji-Ouinji, Winji-Winji, embora esses nomes sejam depreciativos) é falada no Benim, no centro-leste do Togo e no centro-leste de Gana. Faz parte do grupo geográfico de línguas de montanha de Gana e Togo (anteriormente conhecidas como Togorestsprachen ou Línguas Remanescentes do Togo que são incluídas no ramo das línguas cuás da família das línguas nigero-congolesas.

## Nome
O nome "Anii" foi escolhido pelo povo Anii em maio de 1979 como o nome oficial da língua porque é uma palavra comum a todos os dialetos Anii. É uma interjeição que significa mais ou menos 'você ouviu?', ou 'você entendeu?'.

## Características
Como outras línguas do grupo Central-Togo, Anii tem um sistema robusto de classes nominais, contrastando com os sistemas reduzidos ou ausentes das línguas vizinhas. Ele também possui um forte sistema de harmonia vocálica. O dialeto Bassila, no qual a maior parte da pesquisa linguística foi feita, tem dois níveis de tom fonológico, baixo e alto, e exibe tom gramatical e lexical.

## Escrita
| Maiúsculas | A | Ǝ | B | C | Ɖ | E | Ɛ | F | G | Gb | H | I | Ɩ | J | K | Kp | L | M | N | Ny | Ŋ | Ŋm | O | Ɔ | P | R | S | Sh | T | U | Ʊ | W | Y |
| Minúsculas | a | ǝ | b | c | ɖ | e | ɛ | f | g | gb | h | i | ɩ | j | k | kp | l | m | n | ny | ŋ | ŋm | o | ɔ | p | r | s | sh | t | u | ʊ | w | y |

A letra D é usada somente em palavras de origem estrangeira.

## Classificação
Anii é classificado nos grupos de línguas Níger-Congo, Atlântico-Congo e Cuá.

### Nomes locais
The villages surrounding Bassila, the largest city in the region, have four alternative names for the Anii language and people: Gisida, Basila, Bassila, and Baseca. Although the locals refer to the language by different names, these simply represent distinct Anii communities in that region.

## História
O povo Anii é um grupo diversificado com aproximadamente dezoito aldeias ao longo da região fronteiriça de Benm e Togo. Benim tem a maior população Anii, com quinze aldeias e 33.600 Anii, enquanto o Togo tem três aldeias com cerca de 12.300 residentes e uma comunidade significativamente menor na região de Oti e Ashanti Gana. O povo Anii não é originário do Togo nem do Benim, mas acredita-se que emigrou de Gana, Costa do Martfi, Burkina Faso ou Mali algum tempo antes do século XIX. As diferentes aldeias desenvolveram-se em relativo isolamento e desenvolveram seus próprios nomes e dialeto de Anii. Não foi até 1979 e o Sous-Commission National Anii que a língua foi oficialmente chamada de Anii e um alfabeto escrito foi estabelecido. Uma ortografia completa foi oficialmente aceita pela comunidade em 2012 e está sendo usada e ensinada regularmente.

## Origem e uso atual
Embora existam relativamente poucos falantes de Anii, o idioma tem uma presença comparativamente forte entre seus falantes, enquanto a língua franca, francês não é tão prevalente. O anii é a principal língua utilizada nos domínios público e privado, uma vez que alguns dos seus falantes, sobretudo os mais velhos, não são bilingues. A maioria da população mais jovem ainda usa Anii como sua língua cotidiana, e as crianças estão aprendendo como primeira língua.

### Extinção
Embora existam relativamente poucos falantes e dentro da população de falantes existam muitos dialetos, o idioma está se tornando mais popular entre a população. Isso se deve em parte aos cursos de alfabetização apoiados pelo governo. De acordo com o Ehnologue, a língua é classificada como 5 (em desenvolvimento).

### Religião
Em geral, o povo Anii atribui à fé muçulmana, mas Benin é muito diverso religiosamente e também há pessoas de outras religiões vivendo nas comunidades Anii.
Dependendo da aldeia: árabe, Anii, Kotokoli, Tchamba ou uma combinação de árabe e Anii são usados para pregação e serviço diário. No entanto, a oração privada é sempre falada em Anii.

## Estrutura da língua
Anii tem 14 classes de substantivos, 23 fonemas consonantais e 11 fonemas vocálicos. É língua tonal com um tom alto e baixo, e usa uma modificação da escrita latina que inclui símbolos do Alfabeto Fonético Internacional.
A pesquisa está considerando a possibilidade de que Anii é uma linguagem sem tempo verbal. Existe um marcador de passado distante que pode ser um marcador de tempo ou afastamento temporal.

### Listas de palavras
Veja a dissertação de Deborah Morton The temporal and Aspectual Semantics and Verbal Tonology of Gisida Anii.

#### Substantivos
Esta lista contém substantivos traduzidos em Inglês com o padrão de tom que os acompanha.

#### Verbos
Essa lista contém verbos traduzidos em Inglês e em francês com o padrão de tom que o acompanha.

## Dialetos
Existem quatro a cinco grupos de dialetos distintos que são geograficamente baseados, que são bastante diferentes uns dos outros, até o ponto em que alguns dos dialetos não são mutuamente inteligíveis. Esses dialetos são distintos com base no relativo isolamento físico de cada grupo um do outro e no contato com outras línguas regionais./> Além disso, existem diferenças significativas na pronúncia entre aldeias do mesmo grupo de dialetos. Cada dialeto tem um conjunto variado de regras, incluindo léxico, fonologia, sintaxe e semântica TAM. Isso tornou extremamente difícil para os linguistas documentar um conjunto unificado de regras gramaticais para Anii.
.Existem duas áreas de semelhança quase universal entre os dialetos: o tom e o tom do falante e a influência da língua franca inglês e francês.

### Dialetos por vilas
- Giseda (Bassila, Benim) - o dialeto mais proeminente, especialmente entre adultos
- Gifolanga (Guiguizo, Benim)
- Frinyio ka gija (Frignion)
- Gikodowaraja (Kodowari)
- Gipenesulja (Kemetou Penezoulou, Benim)
- Gipenelanja (Penelan, Benim)
- Naagayili ka gija (Nagayile)
- Gibodija (Bodi, Benim)
- Gibayaakuja (Bayakou, Benim)
- Gideenguja (Dengou)
- Ngmeelang ka gija (Agerendebou)
- Giborokoja (Mboroko, Benim)
- Yaari ka gija (Yari, Benim)

## Amostra de texto
ampǝrǝ n tsɨ a tɩ ri duliɲa kɨbɛrɛ na kɩbɔrɩ na kabʊsapɩ. doodoodoɩɩ na gʊlɨma gudǝŋ gʊ kada, n uto a jide halɩ bʊʤa buriu. n abulo, ato, ituʧine, agbaŋgɨma, atobʊmbɔnɔ, n ɩlɔkɔ i mǝr kpataa. bɛrɛ, ɩbɔrɩ bʊsapɩ bǝ ti ʧi atukɔmɔ. na gatɨna kagʊjarɩ a kʊl a wala samaa aŋunii.
Português
Minha história partiu para prender as pessoas, animais e pássaros do mundo. Foi nos tempos antigos que houve uma seca e a chuva parou por três anos. E os poços, riachos, córregos, lagos, rios e cacimbas estavam todos secos. Pessoas, animais e pássaros morriam de sede. E o rei da terra tocou para reunir todos.

## Bobliografia
- Bernd Heine, Die Verbreitung und Gliederung der Togorestsprachen. Berlin, Dietrich Reimer, 1968.
- M.E.Kropp Dakubu, editor, The Languages of Ghana, Kegan Paul International, 1988.
- Deborah Morton, "Harmony in an Eleven Vowel Language: The Case of Anii". In: Michael R. Marlo, Nikki B. Adams, Christopher R. Green, Michelle Morrison, and Tristan M. Purvis, Editors. Selected Proceedings of the 42nd Annual Conference on African Linguistics: African Languages in Context. Cascadilla Press, 2011.
- Blench, R. (2001). Language: Anii. Retrieved February 12, 2016, from http://glottolog.org/resource/languoid/id/anii1245
- Heine, Bernd. 1968. A preliminary survey of the noun classes of Bassila. Journal of African Languages 7. 1-13.
- Zaske, S. (n.d.). Calendrier 2013 en langue anii. SIL Language and Culture Archives, 1-2. Retrieved February 12, 2016, from http://www.sil.org/africa/benin/show_work.asp?id=928474552183